# Friesische Sprachen

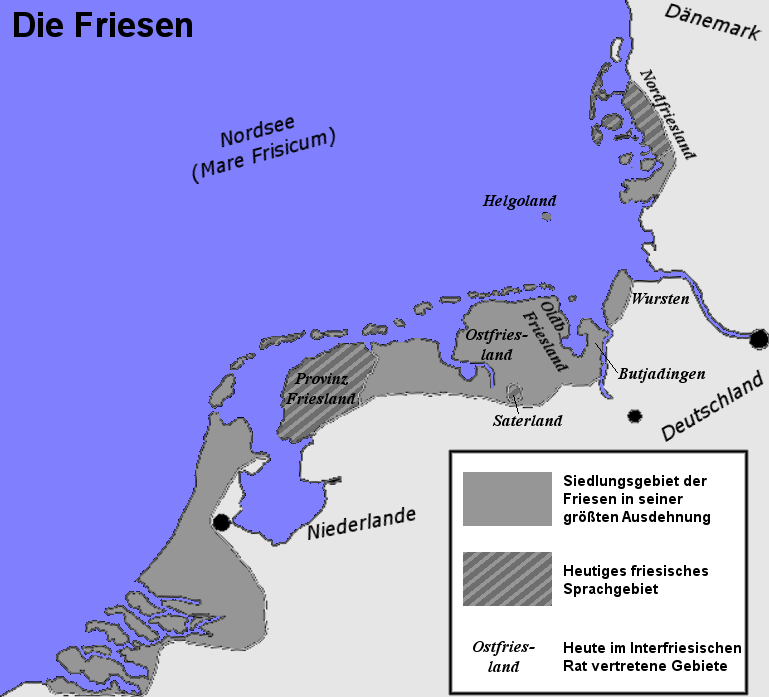
Das Verbreitungsgebiet des Friesischen

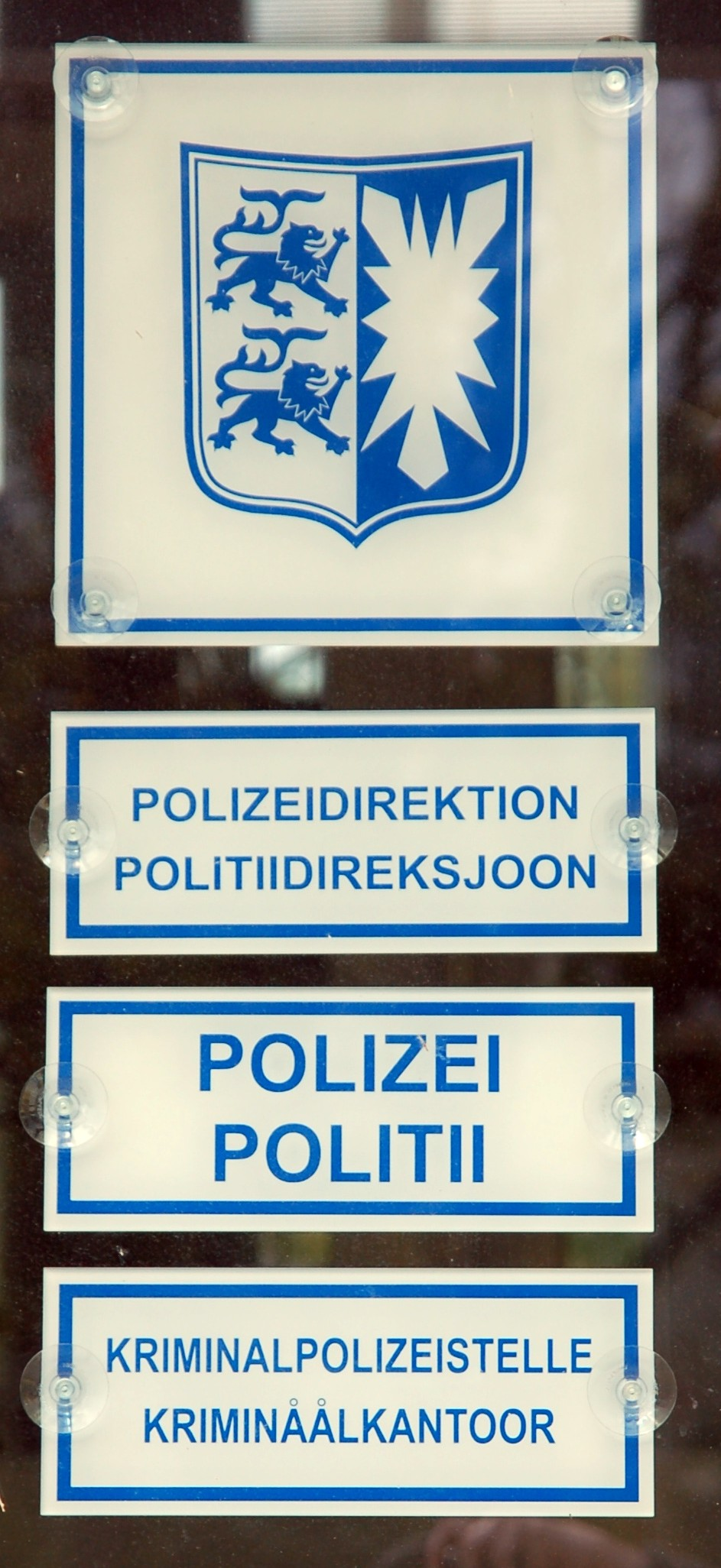
Zweisprachige Schilder Deutsch-Nordfriesisch bei der Polizeidirektion Husum, Nordfriesland

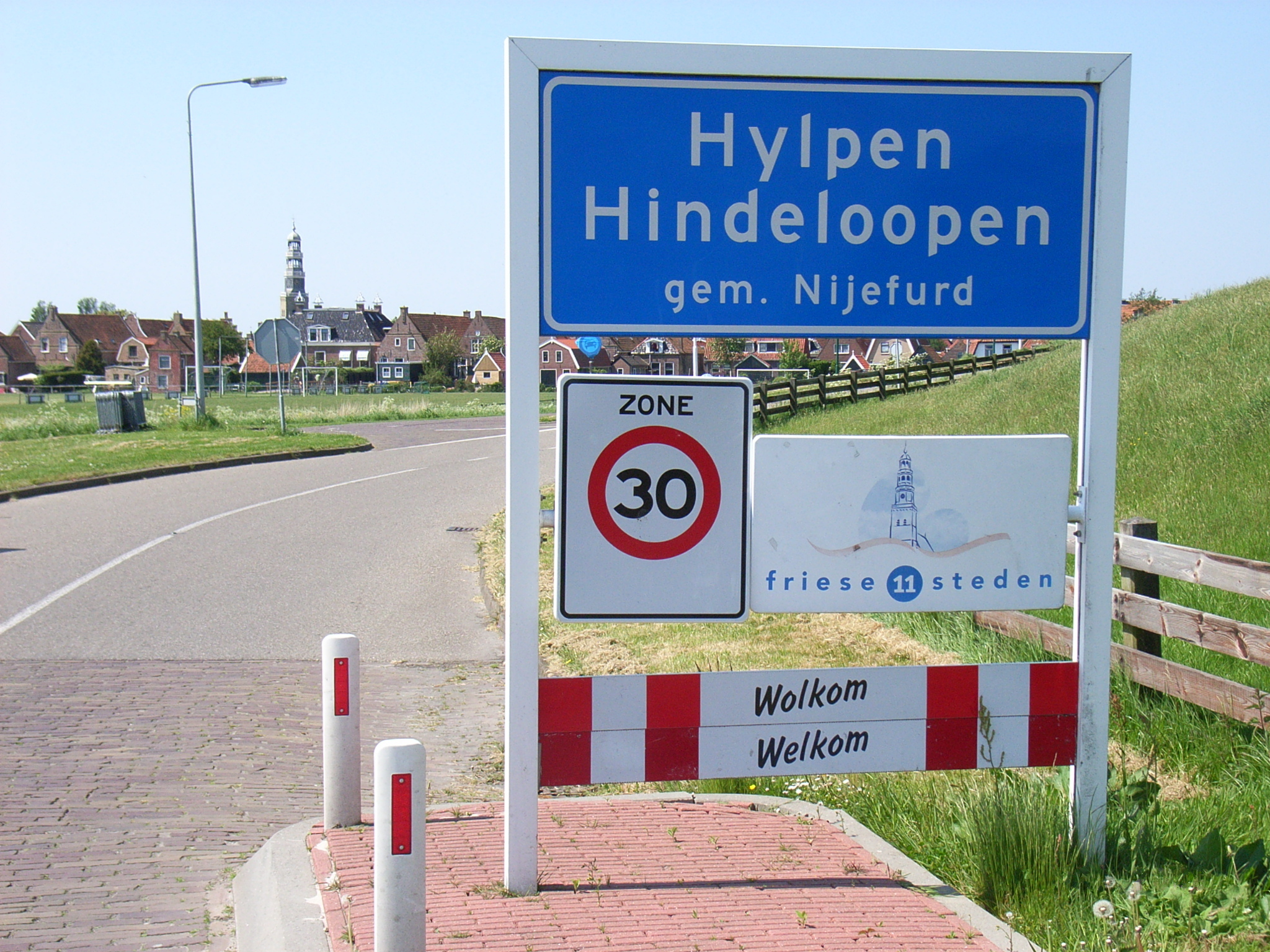
Zweisprachige Ortsbeschilderung in Fryslân (Niederlande)

Die friesischen Sprachen, allgemein nur Friesisch (westfriesisch Frysk, saterfriesisch Fräisk, nordfriesisch Friisk, fresk, freesk, frasch, fräisch, freesch) genannt, sind eine Gruppe von drei Sprachen. Sie gehören zum nordseegermanischen Zweig der westgermanischen Sprachen. Friesisch war ursprünglich an der Nordseeküste zwischen der Rhein- und Elbmündung und später auch nördlich der Eidermündung bis an die Wiedau verbreitet (siehe Karte). Heute wird es noch von etwa 400.000 Menschen gesprochen, vor allem in den Niederlanden.
Einen Vergleich verschiedener Wortformen aus friesischen Dialekten und den benachbarten Sprachen Niederländisch, Niederdeutsch, Hochdeutsch und Dänisch bietet die Liste friesischer Wörter.

## Geschichte
Aus den Jahren von etwa 500 bis etwa 1200 sind lediglich einige friesische Runeninschriften und Einzelwörter innerhalb lateinischer Texte bekannt. Vollständige Texte sind erst seit dem 13. Jahrhundert überliefert. Die Sprachstufe von dieser Zeit bis ins 16. Jahrhundert wird als Altfriesisch bezeichnet und ist zeitlich in etwa in die gleiche Epoche einzuordnen wie Mittelniederländisch, Mittel- und teilweise auch Frühneuhochdeutsch sowie das frühe Mittelniederdeutsche.
Bereits für die altfriesische Zeit sind deutliche Unterschiede zwischen den westfriesischen und ostfriesischen Dialekten festzustellen. Altfriesische Texte aus Nordfriesland sind dagegen nicht erhalten. Das heutige Nordfriesland wurde in zwei Wellen um die Jahre 700 und 1100 besiedelt, die nordfriesischen Dialekte spalteten sich zu dieser Zeit von der Sprache der Ost- und Westfriesen ab.
Das moderne Friesisch entstand ab dem 16. Jahrhundert und zerfällt in drei Hauptgruppen. Es ist in der Sprachwissenschaft umstritten, ob die drei friesischen Hauptgruppen „nur“ Dialekte einer Sprache bildeten. Heute allerdings sind die drei verbliebenen Nachfolger untereinander nicht mehr verständlich und werden als unterschiedliche Sprachen betrachtet.

## Einzelsprachen des friesischen Sprachzweigs

### Nordfriesisch
Nordfriesisch wird in Teilen des Kreises Nordfriesland und auf Helgoland in Schleswig-Holstein gesprochen. Auf den Inseln und dem Festland gibt es heute neun verschiedene nordfriesische Dialekte, die untereinander teils kaum verständlich sind. Von etwa 164.000 Einwohnern des Kreises Nordfriesland sprechen etwa 10.000 Nordfriesisch. Das Nordfriesische wird im Endangered Languages in Europe Report als seriously endangered (ernsthaft gefährdet) eingestuft, da es nur noch an wenigen Orten, insbesondere im Norden und in der Mitte der Insel Amrum und im Westen der Insel Föhr, innerhalb der Familien an die jüngere Generation weitergegeben wird.
Als dialektübergreifende nordfriesische Bezeichnung der Sprache hat sich Friisk eingebürgert.

### Ostfriesisch
Im ehemaligen ostfriesischen Sprachgebiet zwischen der Lauwers und der Weser (vor allem Ostfriesland, die Provinz Groningen und das nördliche Oldenburg) ist die friesische Sprache fast gänzlich ausgestorben. Seit etwa 1400 wurde das Ostfriesische nach und nach durch unterschiedliche niederdeutsche Dialekte – und in jüngerer Zeit durch das Hochdeutsche – ersetzt. Zuletzt starb in den 1950er Jahren das Wangerooger Friesisch aus.
Das letzte Überbleibsel der ostfriesischen Sprache, das Saterfriesische, wird in der Gemeinde Saterland im Landkreis Cloppenburg von etwa 1.000 bis 2.500 Menschen gesprochen. Zur eindeutigen Unterscheidung der ostfriesischen Sprache vom ostfriesischen Platt wird in Anlehnung an die Bezeichnung westerlauwerssches Friesisch für das Westfriesische auch der Terminus osterlauwerssches Friesisch verwendet.

### Westfriesisch
Das Westfriesische wird in der niederländischen Provinz Friesland (Fryslân) von ca. 440.000 Menschen gesprochen, von denen es etwa 350.000 als Muttersprache sprechen. Es besteht aus vier Hauptdialekten und vier weiteren kleinen Dialekten. Als einziger der drei friesischen Sprachzweige hat Westfriesisch eine Standardvarietät entwickelt.

## Nichtfriesische Varietäten mit der Bezeichnung „Friesisch“
Es existieren verschiedene sprachliche Varietäten, die von Friesen oder von Bewohnern ehemals friesisch besiedelter Gebiete anstelle des Friesischen angenommen wurden, aber linguistisch nicht zu den friesischen Sprachen zählen. Dennoch führen viele dieser volkssprachlichen Varietäten in irgendeiner Form den Namen „Friesisch“ als Selbst- oder Fremdbezeichnung oder zumindest deren Teil.
So wird heute mit „Ostfriesisch“ in der Regel das ostfriesische Platt bezeichnet, das in Ostfriesland die friesische Sprache als Volkssprache ersetzt hat. Begünstigt wurde dies dadurch, dass die Saterfriesen sich lange nicht mehr zu den Friesen zählten und ihre eigene Sprache nicht als friesisch bezeichnen, sondern als saterländisch („seeltersk“). Grundsätzlich ähnlich verhält es sich mit dem Plattdeutschen in Nordfriesland. Da dort die friesische Sprache aber noch lebendig ist, wird die Bezeichnung Nordfriesisch ausschließlich für die friesischen Dialekte verwendet. Das nordfriesische Platt unterscheidet sich zudem nicht so sehr vom übrigen Schleswiger Platt wie das ostfriesische Niederdeutsch von seinen Nachbardialekten.
Die oft als Stadtfriesisch bezeichneten Mundarten der Städte in der Provinz Fryslân gehören ebenfalls nicht zum Friesischen. Sie wurden im 15. Jahrhundert von friesischen Kaufleuten aus der Provinz Holland übernommen. Durch starken Einfluss der westfriesischen Grammatik und Syntax fällt die Klassifizierung als holländischer Dialekt allerdings ebenfalls schwer. Sie werden daher meist als Sondergruppe innerhalb der niederländischen Sprache behandelt, bisweilen aber sogar als Sondersprache bezeichnet.
Nicht zu verwechseln mit der westfriesischen Sprache ist auch der holländische Dialekt der Region West-Friesland in der niederländischen Provinz Noord-Holland. Er wird ebenfalls als Westfriesisch bezeichnet. Die Verwechslungsgefahr des Dialekts mit der westfriesischen Sprache besteht in den Niederlanden nicht. Dort ist Westfriesland eindeutig die nordholländische Region. Die Provinz Friesland, die in Deutschland meist als Westfriesland bezeichnet wird, heißt in den Niederlanden einfach Friesland oder Fryslân.

## Sprachvergleich mit germanischen Sprachen
- Saterfriesisch: Die Wänt strookede dät Wucht uum ju Keeuwe un oapede hier ap do Sooken.
- Nordfriesisch (Föhrer Dialekt): A dring hee at foomen am at kan aijet an ded hör süüsen üüb a schuuken.
- Nordfriesisch (Mooringer Dialekt): Di dreng aide dåt foomen am dåt kan än mäket har aw da siike.
- Westfriesisch: De jonge streake it famke om it kin en tute har op ’e wangen.
- Niederdeutsch: De Jong strakel de Deern üm’t Kinn un küss ehr up de Wangen.
  - Ostfriesisches Niederdeutsch: Däi jung (fent) stróókde dat wicht um ’t kien tau un tuutjede höör up d’ wangen.
  - Ostfälisch (Niedersachsen): De Jung strakele de Deern umt Kinn un gaww öhr een Säuten up de Wangen.
  - Niedersächsisch (Niederlande): De jonge strek ’t dearntje um de kinne en gaf heur een smok.
    - Gronings (Groninger Dialekt des Niederdeutschen): t Jong fleerde t wicht om kinne tou en smokte heur op wange.
- Standarddeutsch: Der Junge streichelte das/dem Mädchen ums Kinn und küsste es auf die Wange/Wangen.
- Niederländisch: De jongen aaide (streek, streelde) het meisje over/langs haar/de kin en kuste/zoende haar op haar/de wangen.
- Afrikaans: Die seun het die meisie om die ken gestreel en het haar op die wange gesoen.
- Englisch: The boy stroked the girl around the chin and kissed her on the cheeks.
- Dänisch: Drengen aede (strøg) pigen om/på hagen og kyssede hende på kinderne.
- Norwegisch (Bokmål): Gutten strøk/kjærtegnet jenta rundt/på haken og kysset henne på kinnet/kinnene.
- Schwedisch: Pojken strök/smekte flickan på hakan och kysste henne på kinden.